# Rey (gruppo musicale)
I Rey erano un gruppo giapponese, attivo dal 2008 al 2013, specializzato in cover di anisong.

## Formazione

### Membri regolari
- Kenta Harada (原田 謙太?, Harada Kenta, nato il 18 luglio nella prefettura di Ōita): Voce e testi
- Takayuki Sakamoto (坂本 尭之?, Sakamoto Takayuki, nato il 19 agosto nella prefettura di Miyazaki): Basso
- Kenji Terazono (寺園 健二?, Terazono Kenji, nato il 5 agosto nella prefettura di Kagoshima): Chitarra
- Shinya Tasaki (田崎 慎也?, Tasaki Shin'ya, nati il 17 febbraio nella prefettura di Fukuoka): Chitarra

### Ex componenti
- Matoshi Manabe (真辺 雅俊?, Manabe Matoshi, nato il 10 settembre nella prefettura di Kagoshima): Batteria.

## Discografia

### Indie albums
- Wind Gate - March 5, 2008
  1. "Message" (メッセージ?, Messēji)
  2. "Seishun Giga" (青春GIGA? "Youth Giga")
  3. "Hero Kōhosei" (ヒーロー候補生?, Hīrō Kōhosei, "Hero Cadet")
  4. "Sora" (空? "Sky")
  5. "Fuyu no Yowamushi" (冬のヨワムシ? "Winter Coward")

### Album
- Rey - 2008
  1. "Generation"
  2. "Isshinfuran" (一心不乱? "Wholeheartedly")
  3. "Nagai Tabiji no Tochū" (長い旅路の途中? "The Middle of a Long Journey")
  4. "Hi no Tori" (火の鳥? "Fire Bird)
  5. "Cha-La Head-Cha-La"
- H.A.B (Hit and Break) - 2011
  1. "Hit and Break!"
  2. "Road to Kingdom" ("Desert Kingdom")
  3. "RIDE OUT!" ("INSTANT BRAIN")
  4. "LEGEND of KAISER" (Mazinkaizer SKL)
  5. "Mugen kairou -Moebius- (夢限界楼-メヴィウス-?) ("Armen Noir")
  6. "Kuchidake Banchou" (口だけ番長?)
  7. "AXEL TRANSFORMERS" ("Transformers Animated")
  8. "Rescue Dream!" ("Tomica Hero: Rescue Fire")
  9. "Rasen" (螺旋?) ("Armen Noir")
  10. "Alive a Soldiers"
  11. "Boukensha" (冒険者?) ("Desert Kingdom")
  12. "BURNING HERO" ("Tomica Hero: Rescue Fire")
  13. "THANK YOU"

### Singoli
- "Burning Hero" - 2009
  - C/W "Rescue Dream!"
  - Tomica Hero: Rescue Fire
- "Axel Transformers" - 2010
  - C/W "Alive a Soldier"
  - Transformers Animated
- "Road to Kingdom" - 2010
  - C/W "Bōkensha" (冒険者? "Adventurer")
  - Desert Kingdom
- "MONSUNO!"" - 2012
  - C/W "Starting over"
  - Juusen Battle Monsuno

### Tracce
- "Stand Up to the Victory (To the Victory)" (STAND UP TO THE VICTORY～トゥ・ザ・ヴィクトリー～?, STAND UP TO THE VICTORY ~Tu Za Vikutorī)
  - Gundam Tribute from Lantis
- "Rescue King" (レスキューキング?, Resukyū Kingu)
  - Tomica Hero: Rescue Fire: Original Soundtrack
- "Haru no Mukou" (春の向こう?)
  - Hanasaku Iroha: Original Soundtrack
- "Kiss of the Alice Blue" (アリスブルーのキス?, Arisu Burū no Kisu)
  - Anime television series/Data Cardass Aikatsu! Original Soundtrack - Aikatsu! Music!! 01